# GameShark
GameShark — це торгова марка лінійки чіт-картриджів для відеоігор та інших продуктів для різноманітних консольних систем відеоігор та комп’ютерів на базі Windows. В даний час торговою маркою володіє Mad Catz, яка продавала продукти GameShark для ігрових консолей Sony PlayStation, Xbox та Nintendo. Гравці завантажують чит -коди з дисків або картриджів GameShark на внутрішню або зовнішню пам'ять консолі, щоб під час завантаження гри можна було застосувати вибрані чіти.

## Вироби
Коли був випущений оригінальний GameShark, він постачався з 4000 попередньо завантаженими кодами. Коди можна було вводити, але на відміну від Game Genie, коди зберігалися у вбудованій флеш -пам’яті, і до них можна було отримати доступ пізніше, ніж для повторного введення. Картриджі також виконували функцію карт пам'яті з рівною або більшою місткістю карт пам'яті перших партій консолей. Спочатку він був випущений для консолей Sega Saturn та Sony PlayStation у січні 1996 р. Він став другим за найкращу периферійну систему щомісячних електронних ігор 1996 року (за аналоговим контролером Saturn). Моделі для PlayStation мали опцію Explorer, яка дозволяла геймерам отримувати доступ до більшості файлів дисків PlayStation, а також можна було переглядати файли FMV, що зберігаються на компакт -диску.
Моделі для PlayStation мали опцію Explorer, яка дозволяла геймерам отримувати доступ до більшості файлів дисків PlayStation, а також можна було переглядати файли FMV, що зберігаються на компакт -диску. Пізніші моделі GameShark також мали опцію Use Enhancement Disc. Диск Enhancement Disc, який InterAct продав за $ 4,95, дозволив користувачам оновити GameShark і додати коди до списку кодів з диска. Було відомо, що було опубліковано лише кілька прикладів цих компакт -дисків для оновлення. 
PlayStation GameShark мав такі стандартні функції: Перегляд відеозображення, що дозволяло користувачам бачити останнє зображення, збережене у відеопам'яті PlayStation, Перегляд зображення компакт -диска, що дозволяло користувачеві шукати файли зображень на ігровому компакт -диску, які могли б відтворення аудіо компакт -диска та перегляд фільму на компакт -диску - функція, яка дозволила користувачеві переглядати файли FMV (відео з повним рухом), знайдені на диску. Також була включена можливість використання компакт -диска з покращенням для оновлення GameShark та додавання нових кодів, знайдених на диску.

### GameShark Pro
Серія GameShark Pro містила функцію, яка дозволяла гравцям знаходити власні коди. Під час гри користувач натискає кнопку на пристрої, щоб відкрити меню пошуку коду. Пошук коду здійснюється шляхом пошуку в місцях пам’яті або певних значень, або значень, які певним чином змінилися (збільшилися, зменшилися, не змінилися тощо) з часу останнього пошуку. Після першого пошуку наступні пошуки дивляться лише на місця пам’яті, які відповідають зазначеним критеріям з останнього пошуку. Шляхом кількох пошуків список відповідних місць поступово скорочується. Після того, як список буде досить маленьким, користувач повинен визначити, яке із знайдених місць є правильним, змінюючи їх по одному і подивлячись, який вплив це має на гру.
У деяких іграх отриманий код може працювати лише на одному рівні або може спричинити проблеми в інших частинах гри через динамічне призначення пам'яті.
У цих випадках користувач має два варіанти: спробувати знайти вказівник на блок даних, який його код намагається змінити або змінити програмування гри, яка зазвичай щоразу знаходиться в одному місці. Якщо вказівник знайдено, і пристрій його підтримує, можна створити новий код, який визначає правильне місце для зміни за допомогою вказівника. Якщо пристрій не підтримує вказівники, замість цього потрібно змінити програмування гри. Як правило, користувач повинен використовувати зовнішні інструменти, щоб знайти код, який звертається до цих даних. Якщо код зчитується з пам’яті, його можна змінити на зчитування постійного значення; якщо він пише, його можна змінити, щоб він не виконував запис. Ці зміни можуть не мати таких загальних ефектів, як при зміні коду гри. Наприклад, користувач може відключити процедуру, через яку персонаж гравця втрачає здоров’я при дотику ворогів, але виявляє, що здоров’я все ще втрачається від інших небезпек.

### Nintendo 64 GameShark
GameShark був випущений для Nintendo 64 наприкінці серпня 1997 р.Nintendo 64 GameShark був найпопулярнішим пристроєм для обману, доступним для системи, став популярним після виходу таких відомих назв, як GoldenEye 007 та The Legend of Zelda: Ocarina of Time. Через складний характер цих ігор було багато їх аспектів, які можна було б змінити, щоб створити унікальні ефекти. Наприклад, було виявлено невикористаний вміст, такий як далека вежа на рівні "Гребля" в GoldenEye 007.
У Nintendo 64 GameShark Pro було представлено меню пошуку коду в грі. Версії 3.1, 3.2 та 3.3 мали паралельний порт на задній панелі, що дозволяє підключити пристрій до ПК за допомогою програми SharkLink.
Це було призначено, перш за все, для полегшення введення великої кількості кодів, але також використовувалося для розширеного злому. Для пошуку в ігровому коді потрібно було встановити пакет розширення та щоб гра не використовувала цей пакет активно для пам’яті.
Nintendo 64 GameShark також обходить регіональне блокування консолі, дозволяючи грати в ігри з будь -якого регіону на одному пристрої.

### PlayStation GameShark Pro
PlayStation GameShark Pro містив майже таку ж функціональність, що і стандартна PlayStation GameShark, а також унікальні функції, які є лише в Pro. Додатковими функціями були: Створення коду, що дало користувачам можливість зберігати новостворені коди на стандартній карті пам’яті PlayStation, щоб поділитися ними з іншими, та V-Mem (віртуальна пам’ять), яка надавала користувачам доступ до функції вбудованої карти пам’яті, де вони може зберігати до 8 карток пам’яті вартістю. Програмне забезпечення Shark Link страждало від тих самих проблем, які переслідували версію N64. Останнім оновленням прошивки/програмного забезпечення для обладнання PlayStation GameShark Pro стала версія 3.2 (v3.2), яка була доступна на фізичному носії під назвою "The BigWave 4".

### GameShark CDX
З введенням моделі 9000 на PlayStation паралельний порт був видалений. Це був єдиний спосіб використовувати GameShark, оскільки він підключався безпосередньо до цього порту. Потім InterAct створив GameShark, який йому не потрібен. GameShark CDX поставляється із завантажувальним компакт -диском разом із картою, схожою на стандартну карту пам'яті, на якій зберігаються коди. Незважаючи на те, що CDX можна оновити, невідомо, чи InterAct створив оновлення для CDX. CDX не сумісний ні з системою PS2.

### GameShark 2
GameShark 2 дуже нагадував CDX Game Shark, який вийшов для оригінальної PlayStation, але для PlayStation 2. Він навіть включав функції, які можна було знайти тільки на GameShark Pro, але подібно до CDX Game Shark, що вийшов для оригінальну PlayStation, коди можна було зберегти на карту пам’яті, таку, що нагадувала версію CDX. Він був випущений восени 2000 року і включав компакт-диск Game Shark 2 для оригінальної PlayStation 2, що містить понад 14 000 кодів.

### GameShark для Game Boy
Випущений у 1998 році для Game Boy та Game Boy Color, він був попередньо встановлений з кодами для 158 ігор. Цей список був оновлений новими іграми з кожною версією/версією Gameshark, а також можливістю додавати власні папки і коди ігор. Коди були збережені у вигляді рядка шістнадцяткових значень, які представляли певний стан гри або атрибут у певному місці пам’яті в ігровому ПЗП. Коли Game Boy намагався виконати код за вказаною адресою пам'яті, Game Shark перезаписував би його власним зміненим кодом (Cheat Code). Це дозволило все, від непереможності, додаткових життів, необмеженої кількості боєприпасів, швидкого вогню, модифікацій спрайтів та багато іншого.
За допомогою функції під назвою «Знімок» гравець міг зробити знімок із ПЗУ поточного стану доданого ігрового картриджа. Результатом стала можливість відновити ігровий стан до одного попереднього знімка. Своєрідний попередник збереження станів, яким частіше користуються в сучасному програмному забезпеченні для емуляції ПЗУ. З версією V3.1, знімки можна також зберегти або завантажити з ПК за допомогою кабелю, що входить до комплекту, підключеного до порту кабелю зв'язку на Game Boy та принтера/паралельного порту ПК. Ігрові картриджі з функцією збереження використовували резервне копіювання акумулятора, щоб запобігти втраті енергії енергозалежної оперативної пам’яті, коли Game Boy був вимкнений. Однак, коли ці батареї розрядилися, можливість зберегти ігрові дані стала неможливою. З іншого боку, GameShark використовував необ'ємну пам'ять, яка не потребувала резервного копіювання акумулятора. Тож знімки та коди ігор можна зберігати нескінченно довго. Gameshark був відомий як тимчасова робота для збереження ігор із резервним акумулятором. Програмне забезпечення Gameshark для ПК дозволяє створювати та керувати кодами на ПК, профілями, навіть шпалерами та темами меню Gameshark при використанні з кольором Game Boy. Також була дошка оголошень, де гравці могли обмінюватися кодами та знімками гри один з одним.
Ігровий тренер дозволив гравцеві "знаходити нові чіт -коди", порівнюючи активно запущений код з останніми змінами стану гри. Наприклад, гравець увімкне тренер гри, зберігаючи поточний стан гри так само, як знімок. Якби тоді Маріо отримав шкоду від ворога, значення HEX змінилося б у коді гри, в результаті чого Маріо зменшився або загинув. Після цього гравець мав би тренер гри шукати всі зміни HEX (іноді в 100 -х, залежно від складності гри), оскільки Маріо отримав шкоду. Завдяки спробам і помилкам цей список можна ще зменшити, поки не буде знайдено конкретне значення HEX для стану пошкодження Маріо. Тоді можна було б зберегти "чит -код", який утримує стан здоров'я Маріо від зміни, тим самим запобігаючи йому отримати шкоду.
Одним з таких популярних варіантів використання GameShark для Game Boy було розблокування інвалідного вмісту. Використовуючи чит-коди, щоб змінити набір ходів Pokamon Yellow's Pikachu, щоб включити хід "surf", він розблокує міні-гру Surfing Pikachu. Подвиг, який раніше вимагав тривалого і неясного процесу на стадіоні Покемон, коли жовтий картридж з покемонами був вставлений у пакет передачі N64. Ігровий акул був єдиним способом розблокувати міфічного Pokemon Mew, не знаючи про дуже хитру ігрову експоліт/глюк або неймовірно рідкісну подію Nintendo World Mew Distribution. Згодом GameShark був також єдиним способом розблокувати міфічних покемонів Celebi з другого покоління Pokemon Games Silver, Gold, Crystal та Pokemon Stadium 2. Це сталося тому, що метод розповсюдження міфічних покемонів був відключений у Північній Америці через апаратне забезпечення обмеження. Потрібен був японський кабель для мобільного телефону.
Спроба використовувати GameShark з пакетом передачі N64 призведе до того, що Pokemon Stadium стверджуватиме, що вставлений картридж пошкоджений. Однак, якщо гравець зберігав гру з покемонами, коли чити Gameshark були ввімкнені, вони були б збережені на ігровий картридж назавжди. Таким чином, дозволивши модифікаціям пройти перевірку картриджа Game Boy на стадіоні Pokemon. Це може призвести до деяких незвичайних анімацій бойових ігор, якби Покемону дали рухи, які вони не могли нормально виконувати. До версії 3.1 Gameshark додано буклет з більш ніж 2000 кодами для модифікації ігор покемонів та їхніх монстрів. [6]
GameShark для Game Boy можна також використовувати з Game Boy Advance, якщо візок підключений або для Game Boy, або для Game Boy Color. Його не можна використовувати для візків Game Boy Advance. Оригінальний Game Boy GameShark можна було використовувати з Game Boy Color, якого він випереджав. Однак, через низьку висоту зовнішнього гнізда для картриджа, підключений ігровий картридж буде висунутий назовні відсіком для батарей Game Boy Color, який, на відміну від попередніх моделей Game Boy, вигнувся назовні від задньої поверхні пристрою. У пізнішій версії GameShark Pro був представлений довший картридж, який тримав підключений ігровий картридж вище, щоб уникнути цієї вади.

## ЗМІ
Майже щойно GameShark з’явився на полицях магазинів, нові коди почали з’являтися в ігрових журналах того часу. Для того, щоб викликати більший інтерес, а також спосіб донести інформацію до своїх нових продуктів, InterAct створила інформаційний бюлетень під назвою «Dangerous Waters» (який виходив вісім разів на рік, починаючи з 1996 р. І містив нові коди), номер телефону які гравці могли б закликати до найновіших останніх кодів, а також вебсайт з ексклюзивними кодами, до якого могли отримати доступ лише ті, хто має повне членство в Dangerous Waters. Приблизно в цей час у мережі також з’явився GameShark.com. Через зростаючу популярність «Небезпечних вод» до 1999 року він перейшов від чорно-білого 8-сторінкового інформаційного бюлетеня до повнокольорового двомісячника і містив огляди ігор, а також хитрощі. Потім, у червні 2000 р., «Небезпечні води» були перетворені на повноцінний журнал під назвою «GameShark Magazine» і продовжували виходити раз на два місяці, об’ємом до 20 сторінок і містив ще багато кодів. Однак, через проблеми з Mad Catz, журнал GameShark припинив випуск з випуском Holiday 2001. Цей останній номер був подвійним, що містив останній номер журналу GameShark, а також спеціальний випуск IGN, оскільки це був їхній Посібник для покупців 2001 року. У ньому були представлені нові ігри та системи, які були доступні на той час. Він також включав диск Sampler CD Game Shark, який містив коди для PlayStation 2, а також кілька ігрових збережень.

## Історія бренду
Коли вперше був випущений пристрій Game Boy, InterAct придбала права на продаж пристроїв Datel's Action Replay та Pro Action Replay у Північній Америці; ці пристрої продавалися під іменами GameShark та GameShark Pro. InterAct випустила пристрої GameShark для Game Boy, Game Boy Color, Game Boy Advance, PlayStation, PlayStation 2, Saturn, Dreamcast і Nintendo 64. Після того як материнська компанія InterAct, Recoton, збанкрутувала, права на назву GameShark були придбані Mad Catz , який відмовився від прав на розповсюдження північноамериканського Action Replay. Після цього Mad Catz продавав пристрої для збереження ігор під назвою GameShark замість традиційного чіт -пристрою, а Datel продавала Action Replay безпосередньо в Північній Америці. З моменту придбання компанією Mad Catz оригінальний сайт для GameShark був закритий, і жодні продукти, пов'язані з GameShark, не продавалися на його сайті.